# Oggetti del sistema solare più lontani dal Sole
| Sole Troiani di Giove (6 178) Disco diffuso(>300) | Pianeti giganti: J · S · U · N Centauri (44 000) Fascia di Kuiper (>1 000) |

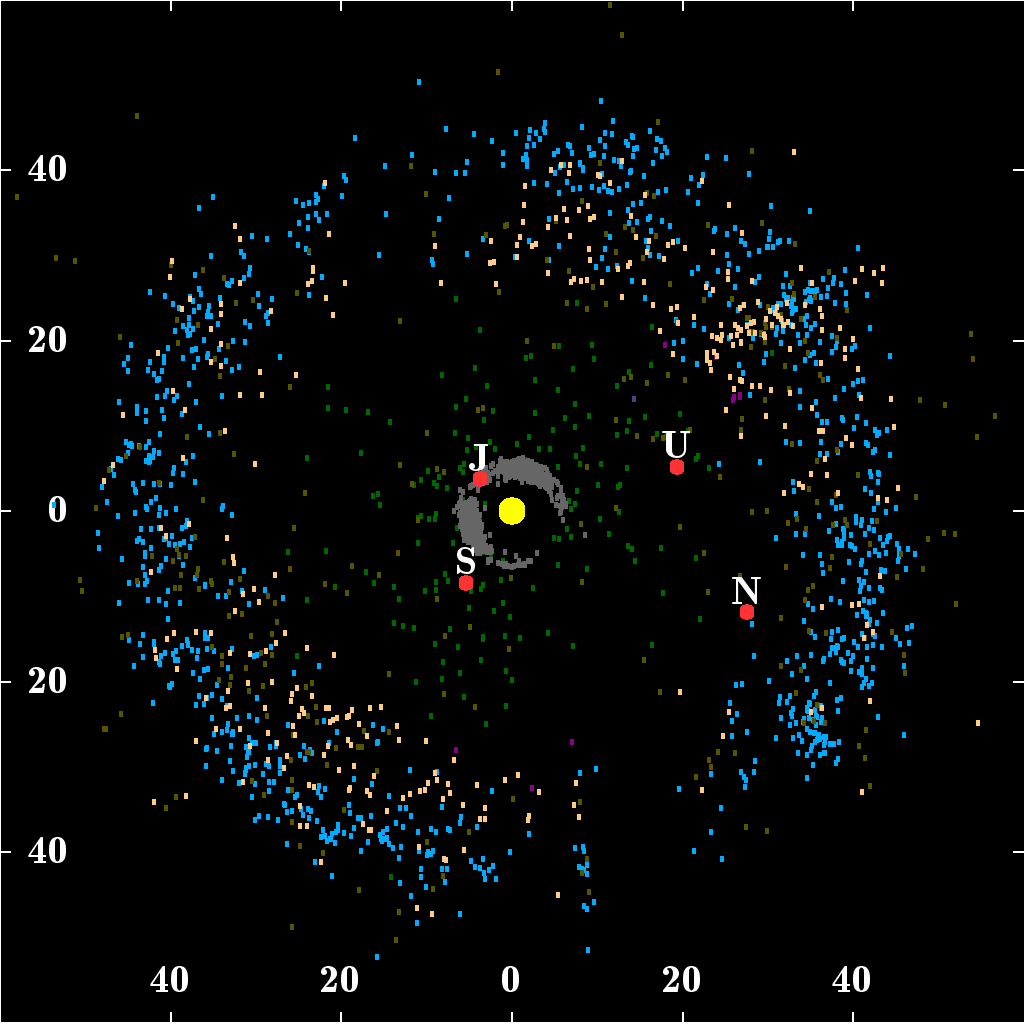
Posizioni di oggetti noti del sistema solare esterno.
(scala in unità astronomiche; epoca a partire da gennaio 2015; numero di oggetti tra parentesi)

Questa è una lista di planetoidi del sistema solare che erano i più lontani dal Sole a dicembre 2015 e/o marzo 2018. Gli oggetti sono stati classificati in base alla loro distanza eliocentrica approssimativa dal Sole e non dal più grande afelio calcolato della loro orbita. L'elenco cambia nel tempo perché gli oggetti si stanno muovendo: alcuni sono in avvicinamento e altri in allontanamento. Sarebbe difficile rilevare comete poste a lunga distanza, se non fosse per le loro chiome, che diventano visibili quando vengono riscaldate dal Sole.
Le distanze sono misurate in unità astronomiche (UA o au, distanza media Sole-Terra). Le distanze non sono la minima (perielio) o la massima (afelio) che potrebbero essere raggiunte da questi oggetti in futuro.
Questo elenco non include le comete quasi paraboliche di cui molte sono note essere al 2018 a più di 100 au (15 miliardi di chilometri) dal Sole, ma sono troppo lontane per essere attualmente osservabili dai telescopi.
Nel marzo 2018 diversi nuovi oggetti transnettuniani (TNO) con una distanza eliocentrica superiore a 50 UA sono stati annunciati da Scott S. Sheppard, Chad Trujillo e David J. Tholen. Gli oggetti transnettuniani sono in genere annunciati pubblicamente mesi o anni dopo la loro scoperta, in modo da assicurarsi che l'orbita sia corretta prima di annunciarli. A causa della loro maggiore distanza dal Sole e del lento movimento attraverso il cielo, gli oggetti transnettuniani con archi di osservazione inferiori a diversi anni hanno spesso orbite scarsamente vincolate. Gli oggetti particolarmente distanti scoperti nel 2018 possono essere annunciati solo nel 2020 o successivamente.

## Oggetti noti
La scoperta di un oggetto noto come V774104 è stata pubblicata nel novembre 2015 ed è stata annunciata da molte testate giornalistiche come "l'oggetto del sistema solare più distante", superando Eris di quasi 7 UA (escluse le sonde spaziali e le comete di lungo periodo). C'è una certa confusione riguardante la sua distanza dal 2018, poiché V774104 potrebbe ora essere sospettato di essere più vicino di Eris, ma ciò è dovuto a un malinteso (che è sorto perché Scott Sheppard si riferiva a un Sednoide non preannunciato).
Un altro corpo molto distante è Sedna, che è stata scoperto nel novembre 2003. Sebbene siano necessari oltre 10 000 anni per completare un'orbita, nei prossimi 60 anni si avvicinerà lentamente al Sole man mano che si approssima al perielio.
Plutone (30–49 UA, circa 34 UA nel 2015) è stato il primo oggetto della cintura di Kuiper ad essere scoperto (1930) ed è il più grande plutoide noto (o nano ghiacciato).

## Galleria d'immagini

Alcune immagini di notevoli oggetti transnettuniani
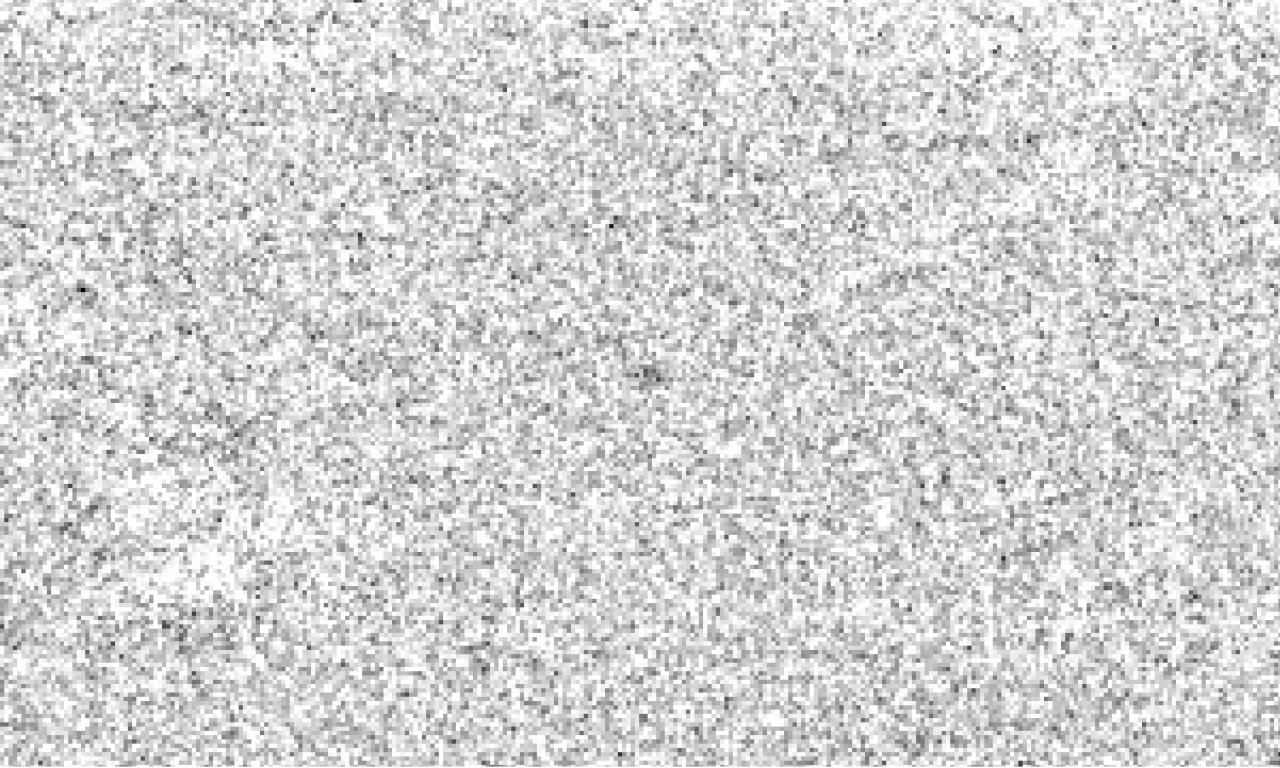
Questa osservazione della cometa di Halley nel 2003, quando era a 28 UA dal Sole, illustra alcune delle difficoltà nell'osservare gli oggetti man mano che si allontanano.
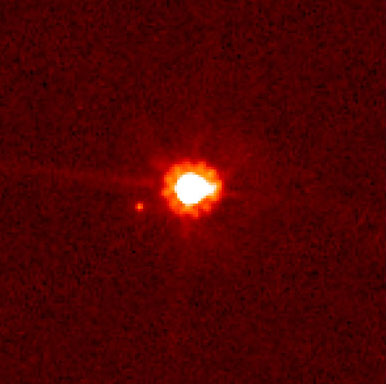
Eris e la sua luna Disnomia osservati con il telescopio spaziale Hubble, 2007.
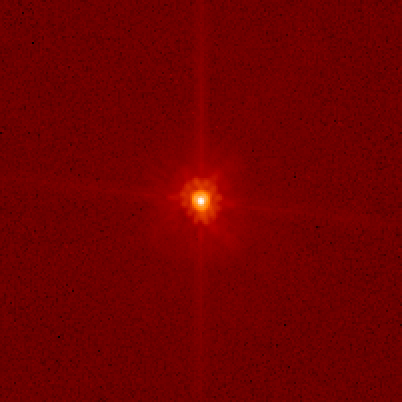
Makemake visto con il telescopio spaziale Hubble, 2006
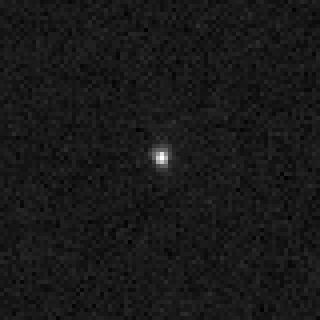
Sedna visto con il telescopio spaziale Hubble, 2004

## Studi grafici

Analisi osservativa di numerosi oggetti transnettuniani
L'orbita di Sedna, mostrata in rosso, con il punto che segna la sua posizione attuale. All'interno ci sono le orbite dei pianeti giganti del sistema solare e quella di Plutone in viola. Sedna viaggerà per circa 1000 UA, impiegando quasi sei millenni per farlo. Al 2018 è a meno di 100 UA dal Sole.
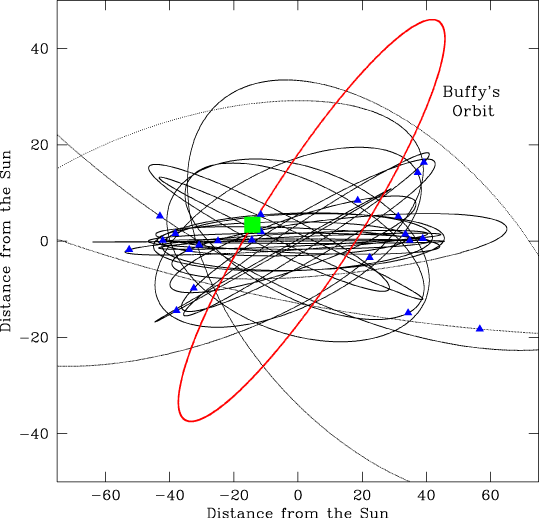
Una delle "cose strane" del Sole, un distante oggetto transnettuniano che si avvolge attorno ai pianeti su un'orbita inclinata. Qui è evidenziata l'orbita di 2004 XR190.
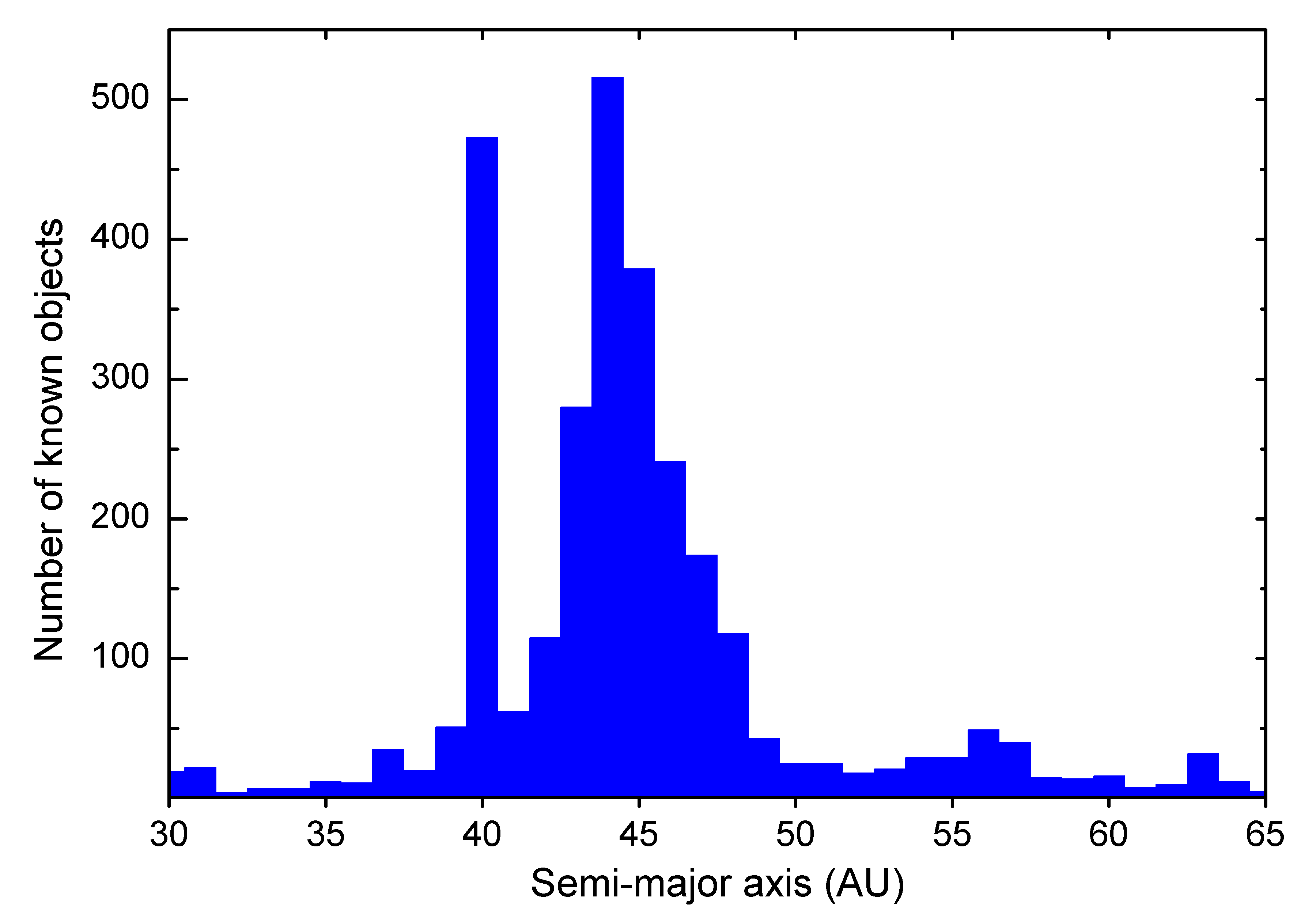
Grafico che mostra i numeri di KBO per una data distanza dal sole. I plutini sono il "picco" a 39 UA, mentre i cubewani sono tra 42 e 47 UA, i TNO sono a 48 UA e la risonanza 5:2 a 55 UA. Notare che elenca le distanze dei semiassi maggiori, non la distanza corrente dal Sole (vedi la fascia di Kuiper).

## Lista degli oggetti del sistema solare più lontani conosciuti per distanza dal Sole
| Nome                        | Distanza a dicembre 2015 (UA) | Distanza a marzo 2018 (UA) | Velocità radiale (UA/anno) | Data scoperta | Data annuncio |
| --------------------------- | ----------------------------- | -------------------------- | -------------------------- | ------------- | ------------- |
| 2018 AG37 (FarFarOut)       | -                             | ~140                       |                            | ??/02/2018    | 21/02/2019    |
| 2018 VG18 (Farout)          | -                             | ~125±29                    | 0,345                      | 11/10/2018    |               |
| Eris                        | 96,3                          | 96,1                       | −0,071                     | 21/10/2003    | 29/07/2005    |
| 2014 UZ224 (DeeDee)         | 91,9                          | 90,9                       | −0,453                     | 21/10/2014    | 28/08/2016    |
| 2015 TH367                  | 88,2                          | 89,1                       | 0,415                      | 13/10/2015    | 13/03/2018    |
| Gonggong                    | 87,4                          | 88,0                       | 0,233                      | 17/07/2007    | 07/01/2009    |
| 2013 FS28                   | 85,9                          | 84,8                       | −0,621                     | 16/03/2013    | 29/08/2016    |
| Sedna                       | 85,8                          | 85,1                       | −0,285                     | 14/11/2003    | 15/03/2004    |
| 2014 FC69                   | 84,1                          | 84,7                       | 0,250                      | 25/03/201     | 11/02/2015    |
| 2006 QH181                  | 83,34                         | 83,9                       | 0,220                      | 21/08/2006    | 05/11/2006    |
| 2012 VP113 (Biden)          | 83,30                         | 83,7                       | 0,157                      | 05/11/2012    | 26/03/2014    |
| 2015 UH87                   | 82,3                          | 82,7                       | −0,196                     | 16/10/2015    | 12/03/2018    |
| 2013 FY27                   | 80,3                          | 80,1                       | −0,096                     | 17/03/2013    | 31/03/2014    |
| Leleākūhonua (The Goblin)   | 79,8                          | 78,9                       | −0,402                     | 13/10/2015    | 01/10/2018    |
| 2015 TJ367                  | 77,1                          | 78,7                       | 0,424                      | 13/10/2015    | 13/03/2018    |
| 2010 GB174                  | 70,6                          | 71,9                       | 0,542                      | 12/04/2010    | 30/04/2013    |
| 2014 FJ72                   | 70,1                          | 71,2                       | 0,461                      | 24/03/2014    | 31/08/2016    |
| 2012 FH84                   | 68,8                          |                            | 0,074                      | 25/03/2012    | 07/06/2016    |
| 2015 GR50                   | 68,4                          | -                          | 0,074                      | 13/04/2015    | 31/08/2016    |
| 2015 GP50                   | 68,0                          | -                          | 0,097                      | 14/04/2015    | 07/06/2016    |
| 2013 FQ28                   | 67,8                          | -                          | 0,193                      | 17/03/2013    | 07/06/2016    |
| 2014 UD228                  | 66,1                          | -                          | 0,183                      | 22/10/2014    | 07/12/2017    |
| 2016 CD289                  | 65,8                          | -                          | 0,184                      | 05/02/2016    | 13/03/2018    |
| 2000 CR105                  | 60,4                          |                            |                            | 06/02/2000    |               |
| (612584) 2003 QX113         | 59,9                          |                            |                            | 23/06/2003    |               |
| 2013 SY99 (uo3L91)          | 59,8                          |                            |                            | 29/09/2013    |               |
| (528381) 2008 ST291         | 59,7                          |                            |                            | 24/09/2008    |               |
| 2013 JQ64                   | 58,4                          |                            |                            | 08/05/2013    |               |
| (612911) 2004 XR190 (Buffy) | 57,5                          |                            |                            | 11/12/2004    |               |
| 2006 HX122                  | 55,5                          |                            |                            | 24/04/2006    |               |
| 2009 KL30                   | 54,7                          |                            |                            | 25/05/2009    |               |
| 2013 GQ136                  | 54,7                          |                            |                            | 03/07/2013    |               |
| 2004 VU130                  | 53,8                          |                            |                            | 09/11/2004    |               |
| 2007 VK305                  | 53,8                          |                            |                            | 02/10/2007    |               |
| 2002 FV6                    | 53,8                          |                            |                            | 20/03/2002    |               |
| 2010 RF43                   | 53,2                          |                            |                            | 06/09/2010    |               |
| 2010 RE64                   | 53                            |                            |                            | 11/07/2010    |               |
| 2012 UT177                  | 52,9                          |                            |                            | 21/10/2012    |               |
| 1999 KR18                   | 52,65                         |                            |                            | 18/05/1999    |               |
| Makemake                    | 52,427                        |                            |                            | 31/03/2005    | 29/07/2005    |
| 2009 KK30                   | 52,382                        |                            |                            | 25/05/2009    |               |
| (42301) 2001 UR163          | 52,285                        |                            |                            | 21/10/2001    |               |
| 2013 JM65                   | 52,209                        |                            |                            | 07/05/2013    |               |
| 2013 JV64                   | 51,996                        |                            |                            | 07/05/2013    |               |
| 2007 LF38                   | 51,931                        |                            |                            | 12/06/2007    |               |
| (500879) 2013 JH64          | 51,626                        |                            |                            | 29/03/2013    |               |
| (303775) 2005 QU182         | 51,323                        |                            |                            | 30/08/2005    |               |
| (524435) 2002 CY248         | 51,092                        |                            |                            | 06/02/2002    |               |
| (612150) 2000 CO105         | 51,083                        |                            |                            | 05/02/2000    |               |
| 2001 UP18                   | 50,86                         |                            |                            | 19/10/2001    |               |
| 2001 OM109                  | 50,849                        |                            |                            | 26/07/2001    |               |
| (386723) 2009 YE7           | 50,693                        |                            |                            | 17/12/2009    |               |
| Haumea                      | 50,676                        |                            |                            | 28/12/2004    |               |
| (437915) 2002 GD32          | 50,551                        |                            |                            | 07/04/2002    |               |
| 2011 UQ411                  | 50,521                        |                            |                            | 26/05/2001    |               |
| 2000 AF255                  | 50,157                        |                            |                            | 06/01/2000    |               |
| 1999 RU214                  | 50,089                        |                            |                            | 06/09/1999    |               |

### Annotazioni
1. ↑  UA/anno indica se l'oggetto si sta muovendo verso l'interno o verso l'esterno nella sua orbita e la velocità con cui lo fa. Sedna ha un valore negativo perché si avvicina al perielio (punto più vicino al Sole) nel 2076. (225088) Gonggong è positivo perché ha superato il perielio nel 1857.
2. ↑  Una stima approssimativa basata su un breve arco di osservazione.
3. 1 2  Scoperto nel 2014, reso noto nel 2016
4. ↑  Scoperto nel 2013, reso noto nel 2016

### Oggetti con afelio molto grande
- (668643) 2012 DR30 (14-2049 UA, arrivato a 14,5 UA nel 2011)
- 2005 VX3 (4–2049 UA)
- 2013 BL76 (8–1920 UA)